# Unijski kanal
Unijski kanal je tjesnac koji odvaja otok Unije i otoke Vele Srakane i Male Srakane od otoka Lošinja.
Širok je od 4 do 6 km, a pruža se u pravcu sjever-jug.
Približna sjeverna međa mu je pravac rt Lokunji na Uniju i rt Osor na otoku Lošinju. Južna međa mu je spojnica rt Šilo na Malim Srakanama - rt Kurila na Lošinju.
Isplovivši iz ovog kanala na jugu, može se ploviti dalje prema otoku Susku, koji je udaljen 5 km.
Na zapadu se kroz prolaze Žapal i Žaplić može isploviti na otvoreno more.
Ploveći prema sjeveru, dolazi se do poluotoka Istre.